# Taza
För andra betydelser, se Taza (olika betydelser).

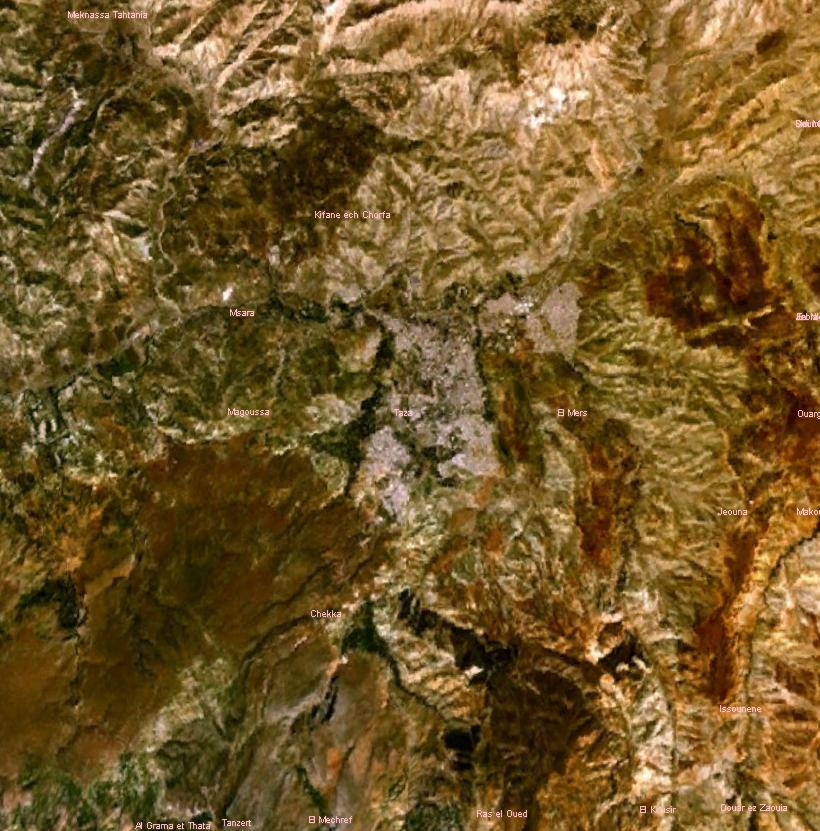
Satellitbild över Taza med omgivning.

Taza (arabiska تازة, berberspråk ⵜⴰⵣⴰ) är en stad i Marocko och är administrativ huvudort för provinsen Taza som är en del av regionen Fès-Meknès. Folkmängden uppgick till 148 456 invånare vid folkräkningen 2014.